# Мис ван дер Роэ, Людвиг
Людвиг Мис ван дер Роэ (нем. Ludwig Mies van der Rohe, настоящее имя нем. Maria Ludwig Michael Mies — Мария Людвиг Михаэль Мис; 27 марта 1886, Ахен — 17 августа 1969, Чикаго) — немецкий архитектор-модернист, ведущий представитель архитектурного модернизма и «интернационального стиля». Один из художников, определивших облик архитектуры XX века. Кавалер Золотой медали Американского института архитектуры (1960).

## Биография: ранние годы
Людвиг Мис родился 27 марта 1886 года в немецком городе Ахене. С 1900 по 1902 год учился в ремесленной школе, затем работал каменотёсом в семейном предприятии отца в Ахене, после чего устроился на работу в мастерскую Бруно Пауля в Берлине. В 1908 году перешёл в мастерскую Петера Беренса, где проработал до 1912 года. Под влиянием Беренса у Миса выработался его «универсальный» подход к проектированию зданий, который он затем развивал до конца жизни. Заметное влияние на него оказали такие направления, как конструктивизм и нидерландская школа De Stijl.

## Работа в России и Германии

#### Первые десятилетия XX века
В 1911—1912 годах руководит строительством здания немецкого посольства на Исаакиевской площади в Санкт-Петербурге по проекту архитектора Петера Беренса.
С 1912 по 1930 год Мис работает как независимый архитектор в Берлине. В начале самостоятельной карьеры он изменил свою фамилию, объединив с помощью «аристократического» сочетания ван дер унаследованное от отца имя Мис с материнской фамилией Роэ.

#### Квартал Вайсенхоф
В 1927 году Мис ван дер Роэ руководил Международной выставкой жилища в Штутгарте, где разработал генеральный план образцового посёлка Вайсенхоф. Основным вкладом Миса в проект стал трёхэтажный жилой дом, отличавшийся от стандартных домов линейной застройки тем, что внутри него можно было образовывать квартиры разного размера и формы. Кухни и ванные комнаты помещались в фиксированном ядре квартиры, а всё остальное пространство делилось подвижными перегородками (так называемая «свободная планировка»).

#### Павильон Германии в Барселоне
В 1929 году Мис ван дер Роэ возглавлял строительство павильона Германии на международной выставке в Барселоне, представлявшего собой не только павильон, но и собственно выставочный экспонат. Отказавшись от использования орнамента, в качестве декора Мис использовал чёткие геометрические конструкции и отражающие свойства природных материалов — полированного травертина, оникса и стекла, а также поверхности воды. В павильоне Мис создал свободно перетекающее пространство, перенеся тяжесть конструкции с несущих стен на отдельно стоящие стальные стойки. Благодаря этому появилась возможность выполнить внешние стены из тонких декоративных материалов. Помимо проекта павильона, Мис создал для него коллекцию мебели «Барселона».
Проект павильона принёс Мису мировую известность.

#### Вилла Тугендгат и школа Баухаус
В 1930 году Мис ван дер Роэ построил виллу Тугендгат в Брно, в которой продолжил развивать идеи, заложенные в павильоне Германии, но применительно к жилому дому. Построенная на уклоне, вилла спроектирована на двух уровнях и разделена на четыре функциональные зоны, причём свободный план использован только в светской зоне. Освобожденные от нагрузки стеклянные стены автоматически убирались, объединяя тем самым интерьер с окружающим ландшафтом. В интерьере снова широко использован полированный оникс. Вилла Тугендхата считается венцом немецкого периода творчества Миса ван дер Роэ. Для виллы Тугендхата Мис ван дер Роэ также спроектировал коллекцию мебели «Брно».
С 1930 по 1933 год Мис по просьбе его друга и конкурента Вальтера Гропиуса был директором школы Баухауз — сначала в Дессау, потом в Берлине.

## Работа в США
В 1938 году Мис ван дер Роэ уезжает в США, не желая оставаться в нацистской Германии. Мис становится натурализованным гражданином США. Обосновавшись в Чикаго, архитектор вскоре получает приглашение возглавить Иллинойсский технологический институт. На новой должности он организовал перестройку кампуса. Многие здания, построенные им — например, Краун Холл, здание факультета архитектуры — функционируют до сих пор.
Руководствуясь принципом «Меньше — значит больше» (Less is more), в американский период Мис развивает концепцию «универсального» здания — предельно простого по форме стеклянного параллелепипеда, поверхность которого расчленена равномерно повторяющимися стойками.
Благодаря широкому использованию стекла его дома получаются как бы пронизанными солнечным светом — в соответствии с философией неотомизма, последователем которой являлся Мис.
В погоне за абсолютной абстракцией и геометризацией формы Мис начинает пренебрегать привычными бытовыми требованиями, что противоречит раннему требованию функционализма «Функция определяет форму». Таким образом, Мис постепенно отходит от принципов, которые он сам же и разрабатывал в Германии в начале своей карьеры.

#### Малоэтажные дома
В 1946-51 годах в местечке Плейно (Иллинойс) Мис строит «Стеклянный дом» для доктора Эдит Фарнсуорт, известной в Чикаго женщины-хирурга. Дом представляет собой полностью остеклённый белый каркас, стоящий на приподнятой на стойках над уровнем разлива воды плите. Дом как будто парит в пространстве. Стеклянные стены отделены от несущих стоек, подчёркивая тем самым эфемерность конструкции. В доме нет внутренних перегородок, он состоит из единственной комнаты, полностью раскрытой в окружающий его пейзаж. Единственным замкнутым объёмом является стойка, содержащая санузел и подсобное помещение. Дом одновременно контрастирует и сливается в единое целое с природой. Дом Фарнсуорт объявлен памятником архитектуры штата Иллинойс, в доме функционирует музей. Среди многочисленных подражаний, реплик и клонов «Стеклянного дома» можно отметить дом ученика Миса — архитектора и художественного критика Филипа Джонсона — дом которого построен по принципу «слияния с природой»: те же стеклянные стены, но зато присутствуют тёмные опоры здания, расположенные в углах-гранях периметра несущей конструкции.

#### Чикагские небоскребы
Вторым значительным направлением в архитектурной деятельности Миса было строительство небоскрёбов в Чикаго. Наиболее известным является построенный в 1958 году небоскрёб Сигрэм Билдинг в Нью-Йорке, ставший прототипом многочисленных корпоративных офисов по всему миру. Одним из новаторских предложений Миса было отодвинуть небоскрёб с общей линии застройки вглубь квартала,
оставив место для площади с фонтаном перед зданием. Ещё на шаг отступив от принципов функционализма, для создания ритма Мис навешивает на здание внешние профили, использующиеся здесь в качестве элемента декора и не несущие особой функциональной нагрузки. В действительности основные несущие конструкции по технологическим причинам скрыты внутри здания.
После Сигрэма в конторе Миса создают ещё несколько офисных небоскрёбов, среди которых IBM Плаза в Чикаго и небоскрёбы в Торонто (Канада).
Верный своей идее универсальной абстрактной формы, Мис строит свои высотные жилые дома внешне неотличимыми от офисных зданий — и резко отличавшимися от традиционной кирпичной застройки жилых районов. Наиболее известными жилыми многоквартирными домами Миса являются здания на Лейк Шор Драйв 860/880, занесённые в число официальных достопримечательностей города Чикаго.

## Последние годы жизни и творческое наследие
Последней крупной работой Миса ван дер Роэ стало здание Новой национальной галереи в Западном Берлине, построенное в 1968 году. Архитектор скончался 17 августа 1969 года в Чикаго. Похоронен на кладбище Грейсленд.
Работа Миса породила в США целое архитектурное течение, известное как «стиль Миса». Однако ещё при жизни Мис достиг почти полной абстракции своей любимой геометрической формы, и дальше развиваться его идеям оказалось сложно. Полностью стеклянные стены породили проблемы с избыточной инсоляцией, а застроенные одинаковыми блоками кварталы стали казаться многим унылыми. После смерти Миса его стиль постепенно начал сходить с архитектурной арены и в 1980-е годы был практически вытеснен другими стилями, такими как постмодернизм.

## Память
- На родине Мис ван дер Роэ, в Ахене, есть улица, названная в его честь[7].